# Championnat d'Arménie masculin de volley-ball
Le championnat d'Arménie de première division de volley-ball masculin, est la plus importante compétition nationale organisé par la Fédération arménienne de volley-ball (Volleyball Federation of Armenian, VFA, en arménien : Հայաստանի Վոլեյբոլի Ֆեդերացիա), il a été créé en 1992. La compétition est organisée au printemps-automne de la même année, des équipes du Haut-Karabagh y participent également.

## Palmarès
| Année | Champion       | Finaliste      | Troisième           |
| ----- | -------------- | -------------- | ------------------- |
| 1992  | Nairi Erevan   |                |                     |
| 1993  | Ike Erevan     |                |                     |
| 1994  | Nairi Erevan   |                |                     |
| 1995  | Arazak Armavir |                |                     |
| 1996  | Ike Erevan     |                |                     |
| 1997  | Ike Erevan     |                |                     |
| 1998  | Ike Erevan     |                |                     |
| 1999  | Ike Erevan     |                |                     |
| 2000  | ENZN Erevan    |                |                     |
| 2001  | Kilikia Erevan |                |                     |
| 2002  | ENZN Erevan    |                |                     |
| 2003  | Kilikia Erevan |                |                     |
| 2004  | Kilikia Erevan |                |                     |
| 2005  | ENZN Erevan    | Kilikia Erevan |                     |
| 2006  | FIMA Erevan    |                |                     |
| 2007  | FIMA Erevan    |                |                     |
| 2008  | FIMA Erevan    |                |                     |
| 2009  | FIMA Erevan    |                |                     |
| 2010  | FIMA Erevan    | Arazak Armavir | AEN Erevan          |
| 2011  | FIMA Erevan    | Ler-ex         | Artsakh Stepanakert |
| 2012  | FIMA Erevan    |                |                     |
| 2013  | FIMA Erevan    |                |                     |
| 2014  | FIMA Erevan    |                |                     |
| 2015  | FIMA Erevan    |                |                     |